# Albrecht II. (Brandenburg-Ansbach)

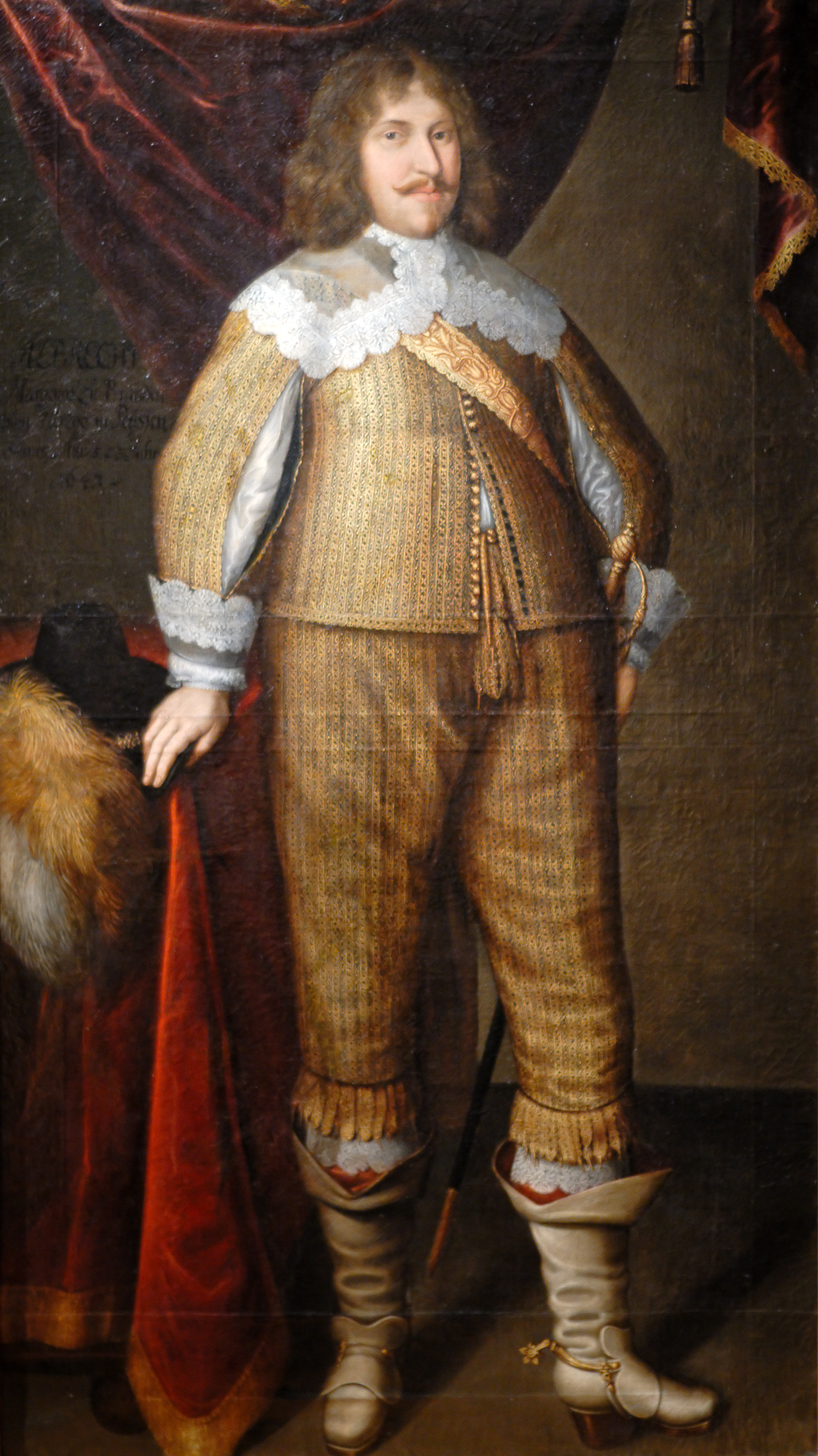
Albrecht auf einem Gemälde von Benjamin Block, 1643. Öl auf Leinwand, Museum "Die Hohenzollern in Franken", Plassenburg ob Kulmbach.

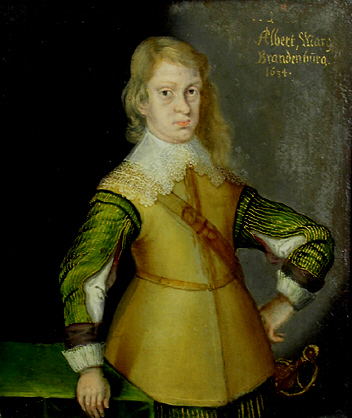
Albrecht auf einer Miniatur von 1634

Albrecht II. von Brandenburg-Ansbach (* 18.jul. / 28. September 1620greg. in Ansbach; † 22. Oktoberjul. / 1. November 1667greg. ebenda) war von 1634 bis zu seinem Tod Markgraf des fränkischen Fürstentums Ansbach.

„Von Gottes Gnaden Albrecht, Markgraf zu Brandenburg, zu Magdeburg, in Preußen, Stettin, Pommern, der Cassuben und Wenden, auch in Schlesien zu Crossen und Jägerndorf Herzog, Burggraf zu Nürnberg, Fürst zu Halberstadt, Minden und Cammin.“

## Leben
Albrecht war der zweite Sohn des Markgrafen Joachim Ernst von Brandenburg-Ansbach (1583–1625) aus dessen Ehe mit Sophie (1594–1651), Tochter des Grafen Johann Georg I. zu Solms-Laubach (1547–1600) und der Gräfin Margaretha von Schönburg-Glauchau (1554–1606).
Nach dem Tod von Joachim Ernst hatte sein älterer Bruder Friedrich von Brandenburg-Ansbach 1625 die Nachfolge im Fürstentum Ansbach angetreten, zunächst noch unter mütterlicher Vormundschaft. Friedrich fiel jedoch 1634 im Dreißigjährigen Krieg. Da er keine Nachkommen hinterlassen hatte, trat Albrecht als zweitgeborener Sohn sein Erbe an. Wie bereits bei seinem Bruder wurden allerdings Vormundschaft und Regierungsgeschäfte in den ersten Jahren von seiner Mutter geführt. Erst nach dem Erreichen seiner Volljährigkeit übernahm Albrecht im Jahr 1639 die Regierung im Fürstentum Brandenburg-Ansbach.
Mit viel diplomatischem Geschick lavierte er sein Land durch die letzten zehn Kriegsjahre und förderte durch Verwaltungsreformen, Unterstützung der Zünfte, des kulturellen Lebens und großzügiger Kreditpolitik den beginnenden Wiederaufbau. Er siedelte österreichische Glaubensflüchtlinge an und erwarb 1647 beziehungsweise 1662 die Ämter Treuchtlingen und Berolzheim. Albrechts hauptsächlicher Berater dabei war sein früherer Erzieher Johannes Limnäus. Aktiv an der Reichspolitik mitbeteiligt, entsandte er 1663/64 Truppen in die Türkenkriege.
Albrecht gilt als typischer barocker Herrscher und Vertreter des Absolutismus. Er wurde in der Johanniskirche zu Ansbach bestattet, die er selbst zur Grablege bestimmt hatte, nachdem 1631 marodierende Soldateska des Feldmarschalls Tilly die Gräber der Hohenzollern im Kloster Heilsbronn geschändet hatte.

## Ehe und Nachkommen

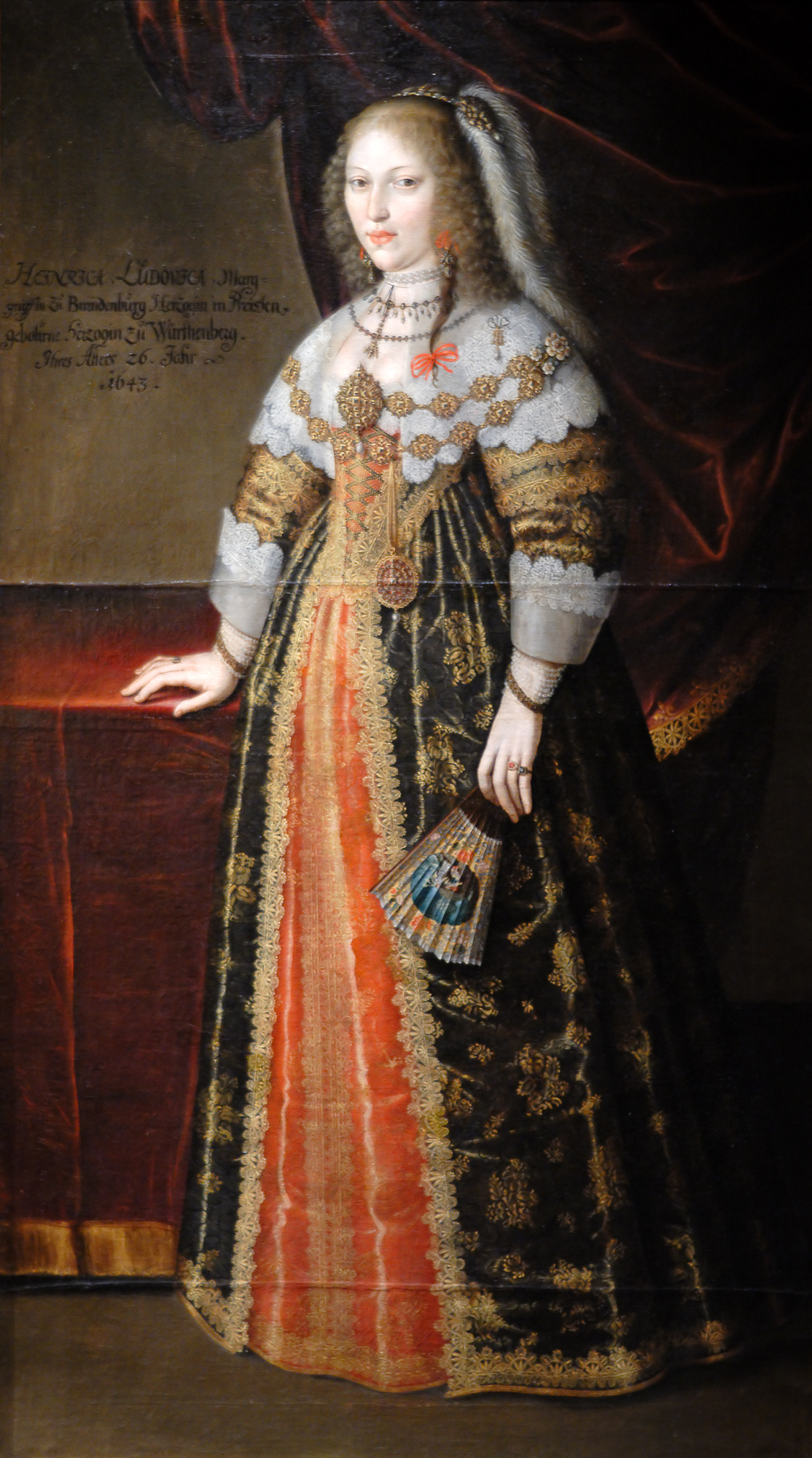
Henriette Luise von Württemberg-Mömpelgard, die erste Ehefrau Albrechts, auf einem Gemälde von Benjamin Block, 1643. Öl auf Leinwand, Museum "Die Hohenzollern in Franken", Plassenburg.

Albrecht heiratete am 31. August 1642 in Stuttgart Henriette Luise (1623–1650), Tochter des Herzogs Ludwig Friedrich von Württemberg-Mömpelgard, mit der er folgende Kinder hatte:
- Sophie Elisabeth (*/† 1643)
- Albertine Luise (1646–1670)
- Sophie Amalie (*/† 1649)

Seine zweite Ehefrau wurde in Oettingen am 15. Oktober 1651 Sophie Margarete (1634–1664), Tochter des Grafen Joachim Ernst zu Oettingen-Oettingen, mit der er folgende Kinder hatte:
- Luise Sophie (1652–1668)
- Johann Friedrich (1654–1686), Markgraf von Brandenburg-Ansbach

⚭ 1. 1673 Prinzessin Johanna Elisabeth von Baden-Durlach (1651–1680)
⚭ 2. 1681 Prinzessin Eleonore von Sachsen-Eisenach (1662–1696)
- Albrecht Ernst (1659–1674)
- Dorothea Charlotte (1661–1705)

⚭ 1687 Landgraf Ernst Ludwig von Hessen-Darmstadt (1667–1739)
- Eleonore Juliane (1663–1724)

⚭ 1682 Herzog Friedrich Karl von Württemberg (1652–1698)
Seine dritte Ehe schloss er am 6. August 1665 in Durlach mit Christine (1645–1705), Tochter des Markgrafen Friedrich VI. von Baden-Durlach. Diese Ehe blieb kinderlos.